# ديفيد دوفال
ديفيد دوفال (بالإنجليزية: David Duval)‏ هو لاعب غولف أمريكي، ولد في 9 نوفمبر 1971 في جاكسونفيل في الولايات المتحدة.

## وصلات خارجية
- ديفيد دوفال على موقع رابطة لاعبي الغولف المحترفين (الإنجليزية)
- ديفيد دوفال على موقع رابطة اليابان للاعبي الغولف المحترفين (الإنجليزية)
- ديفيد دوفال على موقع التصنيف العالمي الرسمي للغولف (الإنجليزية)
- ديفيد دوفال على موقع الموسوعة البريطانية (الإنجليزية)
- ديفيد دوفال على موقع إن إن دي بي (الإنجليزية)